# Geyser
Pour les articles homonymes, voir Geyser (homonymie).

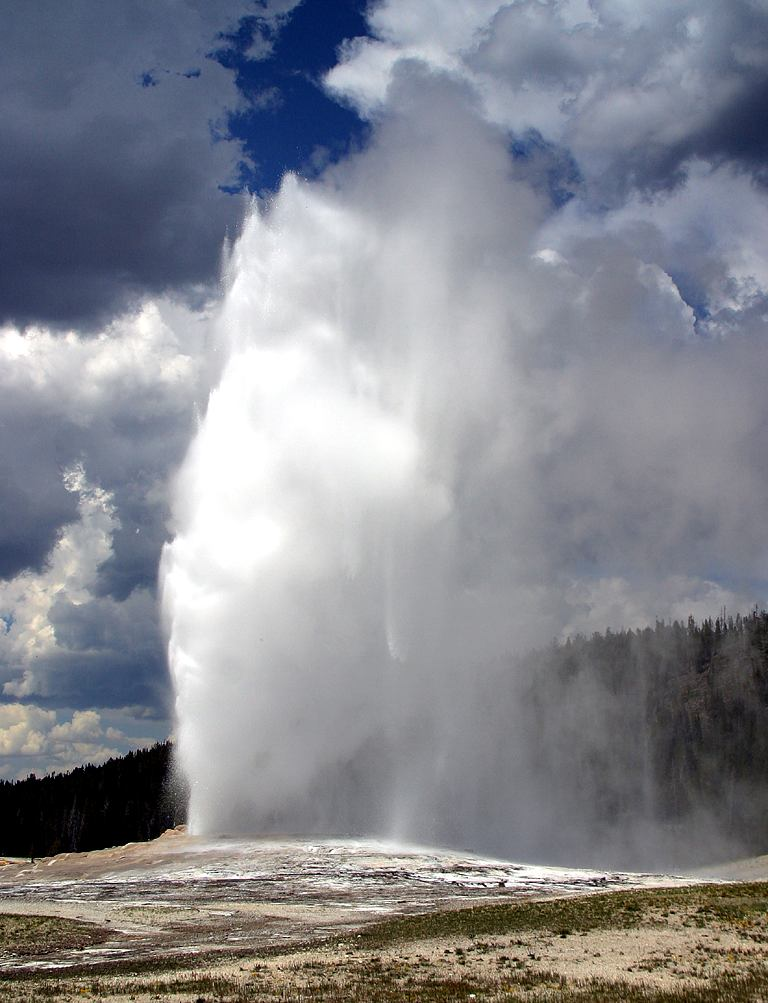
Le Old Faithful à Yellowstone (États-Unis)

Un geyser est un type particulier de source d'eau chaude qui jaillit par intermittence en projetant à haute température et à haute pression de l'eau et de la vapeur.
Le terme geyser provient du nom du plus célèbre geyser d'Islande, nommé Geysir, situé à Haukadalur, sur le Cercle d'or dans le sud de l'île. Ce nom est dérivé du verbe islandais gjósa/geysa (en français jaillir), lui-même provenant du vieux norrois.

## Description

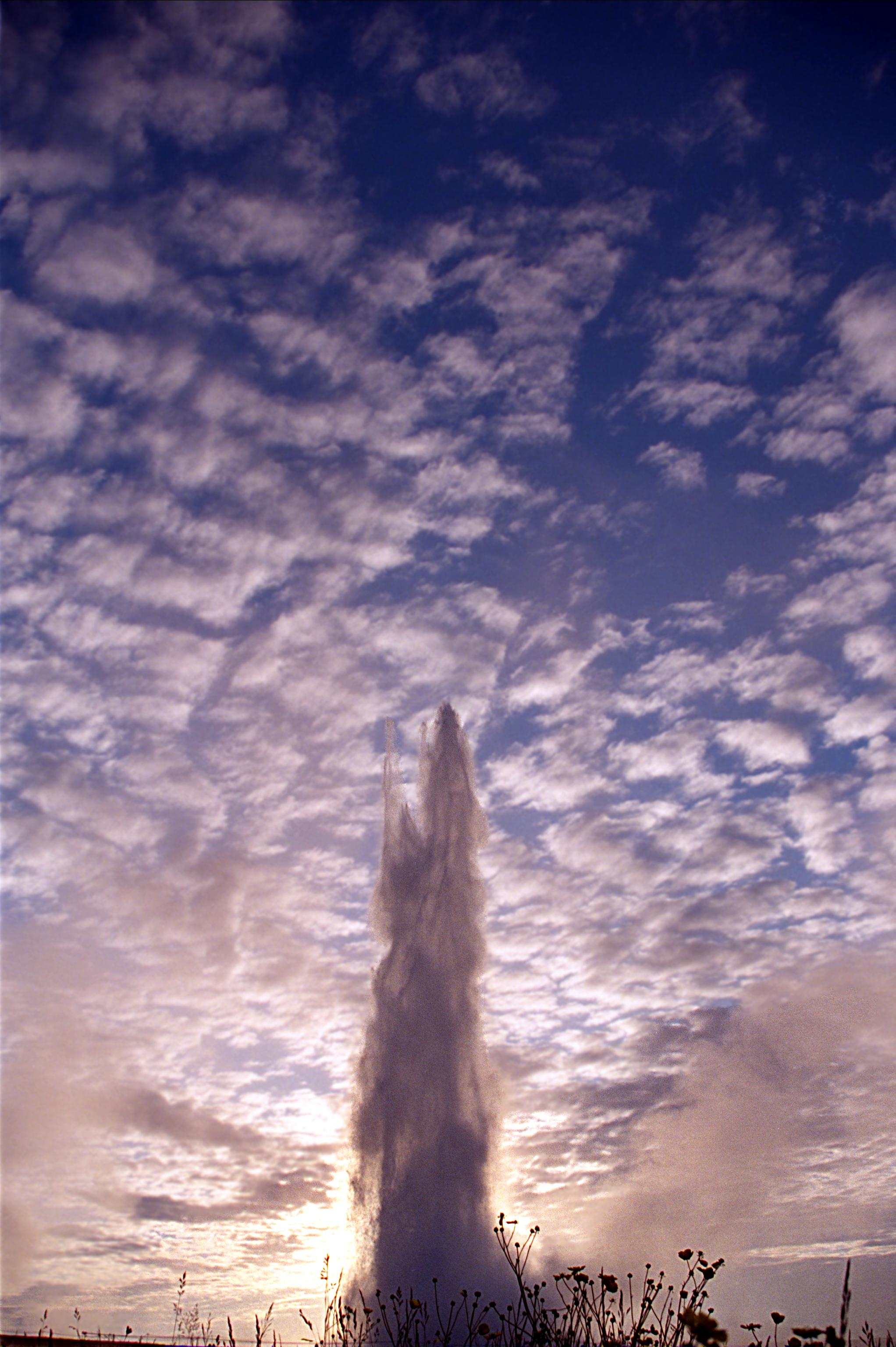
Le geyser Strokkur en Islande.

L'activité des geysers, comme celle de toutes les sources chaudes, est liée à une infiltration d'eau en profondeur. L'eau est chauffée par sa rencontre avec une roche, elle-même chauffée par le magma ou par l'action du gradient géothermique (le fait que la température et la pression augmentent avec la profondeur), c'est pourquoi il est possible de trouver des sources d'eau chaude et des geysers dans les régions non volcaniques. Cette eau, chauffée et mise sous pression, jaillit alors vers la surface par effet de convection. Les geysers diffèrent des simples sources chaudes par la structure géologique souterraine. L'orifice de surface est généralement étroit, relié à des conduits fins qui mènent à d'imposants réservoirs d'eau souterrains.
L'intensité des forces en jeu explique la rareté du phénomène. Autour de nombreuses zones volcaniques, on peut trouver des sources chaudes accompagnées de fumerolles (île Sainte-Lucie, Java, Dallol, etc.). Mais souvent, les roches sont trop friables, ce qui engendre une érosion rapide et condamne l'apparition d'un geyser qui doit disposer de conduits naturels étroits et résistants.
L'activité d'un geyser est assez fragile et capricieuse ; certains se sont éteints parce qu'on y avait simplement jeté des déchets, d'autres parce qu'on y avait exploité l'énergie géothermique.
Il faut distinguer un geyser d'autres phénomènes paravolcaniques :
- une fumerolle est une fissure lâchant des panaches de fumées sulfureuses et de la vapeur d'eau[2] ;
- une source chaude est un bassin thermal, allant de 30° à 100°, ou un lac géothermique très chaud (comme le Prismatic Spring par exemple)[2] ;
- une mare de boue est un petit lac d'eau bouillonnante brassant des sédiments à sa surface (boue, argile, matériaux volcaniques, etc.)[2] ;
- une mofette est un puits d'eau chaude avec des remontées de bulles de gaz parfois toxiques[2].

### Cycle éruptif

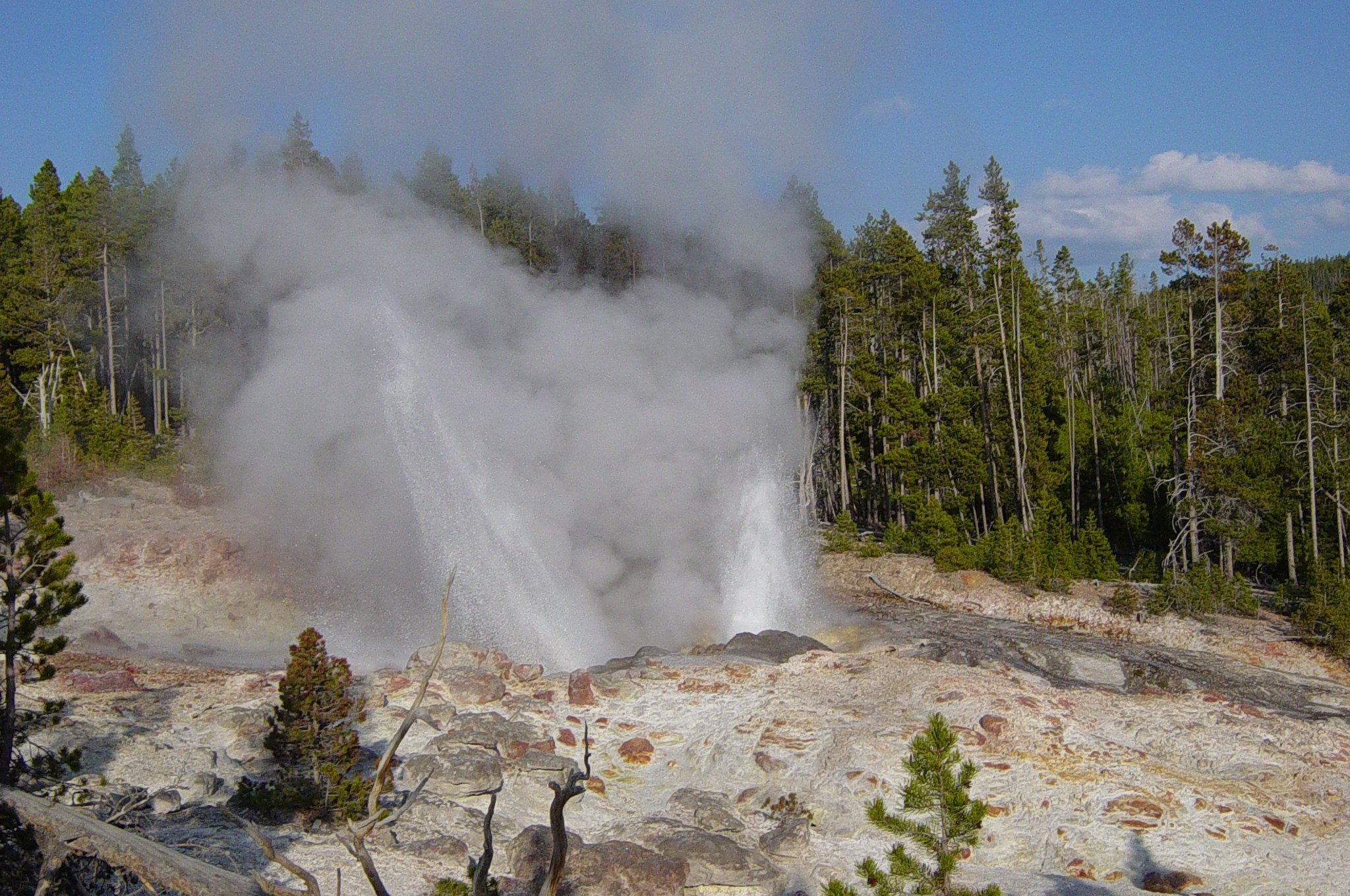
Le steamboat Geyser au Yellowstone.

De l'eau s'introduit dans le réservoir du geyser (qui est proche d'une poche magmatique) par infiltration puis, en s'accumulant dans le réservoir, elle monte dans le conduit étroit, résistant et haut. Il faut rappeler que la pression ne dépend pas du volume mais de la hauteur, et que plus la pression est grande plus la température d'ébullition est élevée. Ainsi l'eau du conduit va faire pression sur l'eau du réservoir et augmentera la température d'ébullition. Au bout d'un certain temps, la poche magmatique aura suffisamment chauffé pour vaporiser une partie de son eau, créant ainsi une bulle de vapeur qui va remonter vers la surface. Or, le seul chemin de sortie est le conduit, où la bulle va donc s'engouffrer. Elle va pousser vers le haut l'eau du conduit, qui n'exercera donc plus la pression sur l'eau du réservoir. Cette dernière va entrer en ébullition, donc se dilater et pousser toute l'eau du geyser vers l'extérieur.
L'éruption se termine par épuisement du réservoir. Un nouveau cycle éruptif (ou séquence éruptive) reprend quand il s'est de nouveau accumulé suffisamment d'eau dans le réservoir pour que l'eau monte et commence à se vaporiser. La durée de chaque éruption et le temps séparant deux éruptions varient d'un geyser à l'autre, et leur régularité est également variable.

Séquence éruptive du geyser de Strokkur, en Islande : geyser inactif, arrivée des bulles de gaz, naissance du geyser puis vidange de la colonne d'eau.

Il existe deux types de geysers. Le geyser dit « en cône » est terminé par un cône étroit, avec un conduit très fin. Lorsqu'une éruption se produit et qu'une colonne d'eau jaillit, elle est en fait expulsée par la pression due à l'étroitesse du conduit. C'est le cas par exemple d'Old Faithful, dans le Parc national de Yellowstone, aux États-Unis.
L'autre type de geyser est le geyser dit « fontaine ». Il s'agit généralement d'une source chaude qui, lorsque du gaz est expulsé, fait remonter les bulles d'eau qui explosent au contact de la surface et qui créent une large colonne d'eau, souvent de courte durée. C'est le cas par exemple du Strokkur.

## Répartition géographique

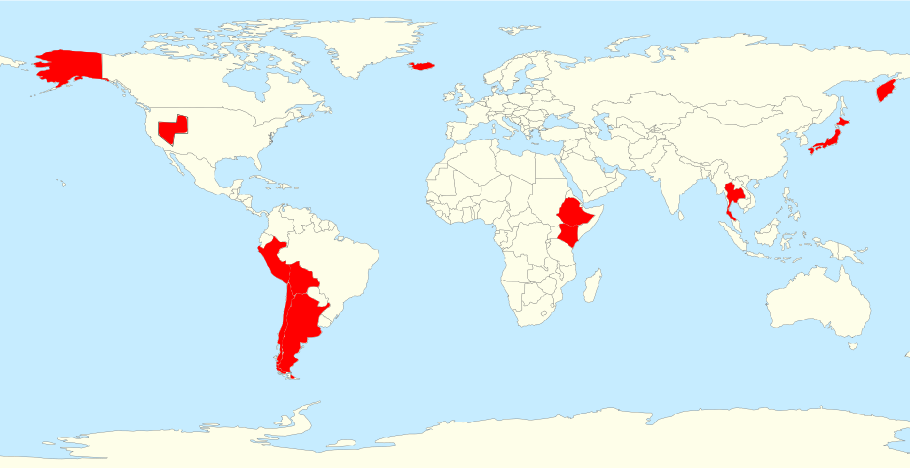
Carte de répartition des geysers dans le monde.

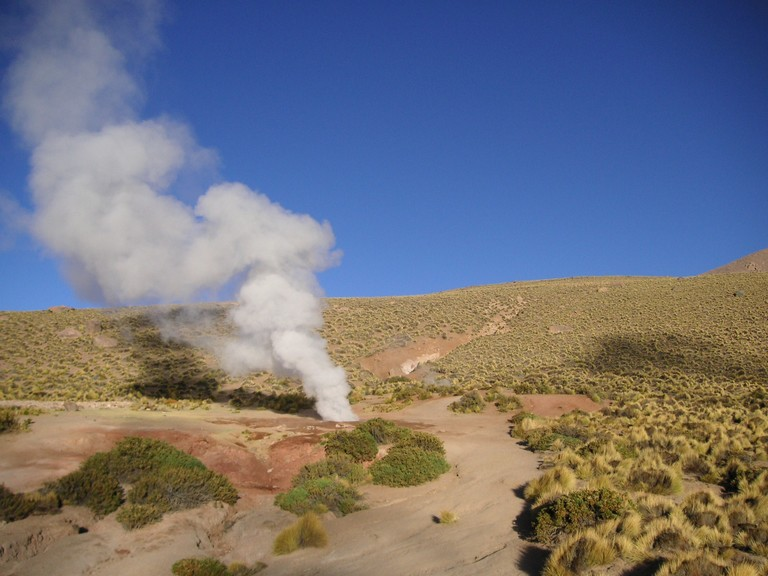
Geysers d'El Tatio (Chili)

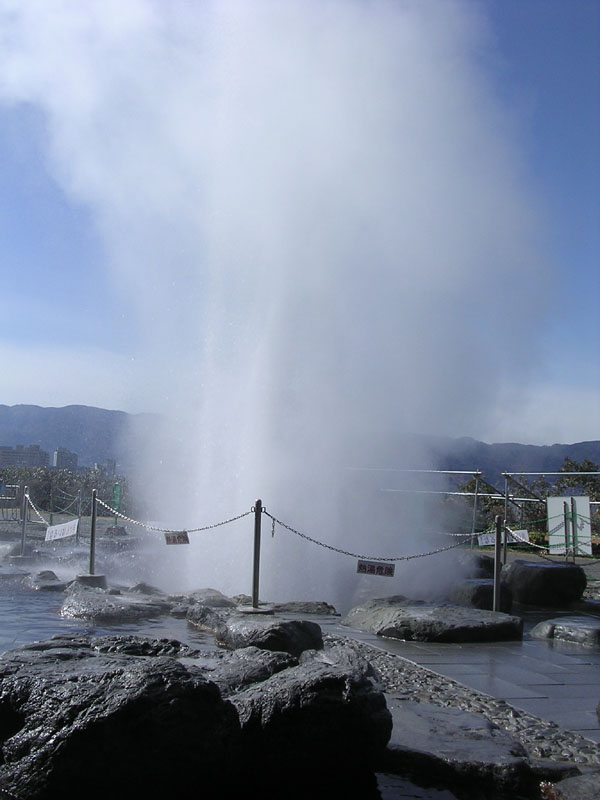
Geyser au Japon (Nagano)

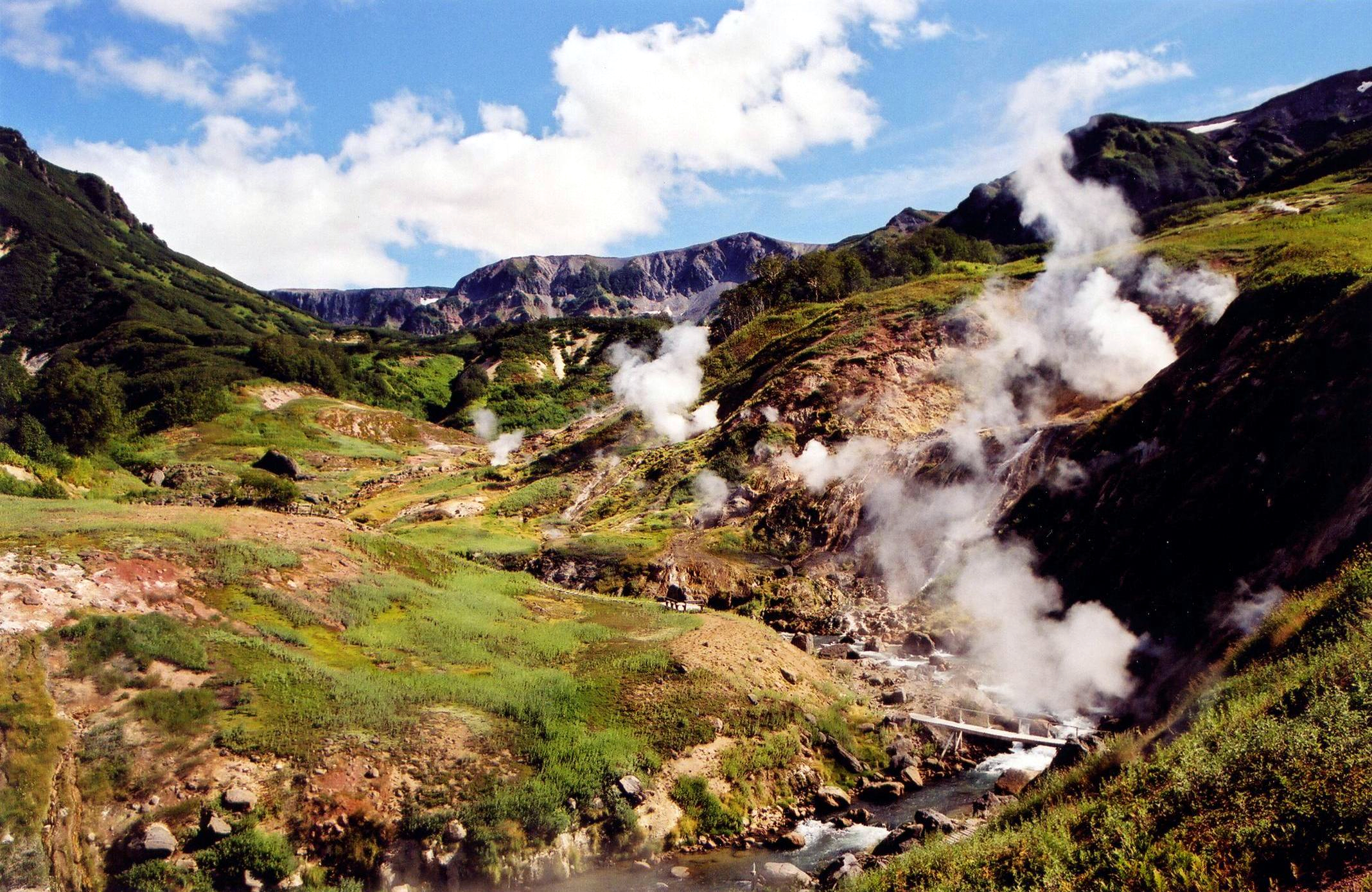
Vallée des geysers au Kamtchatka

Les geysers sont relativement rares car dépendants de conditions climatiques et géologiques que l'on ne retrouve qu'en peu d'endroits sur terre. Il existe de par le monde cinq zones principales de geysers et six autres zones secondaires avec moins de geysers, :
- le parc national de Yellowstone situé dans le Wyoming (États-Unis) concentre les deux tiers des geysers existant dans le monde ;
- l'Islande ;
- la péninsule du Kamtchatka en Russie (la célèbre Vallée des geysers détruite partiellement à la suite d'un glissement de terrain survenu le 4 mai 2007, mais toujours bel et bien active) ;
- les geysers d'El Tatio au Chili ;
- l'île du Nord en Nouvelle-Zélande ;
- le cratère du volcan Dallol en Éthiopie ;
- le volcan de la Soufrière à Sainte-Lucie ;
- au fond du cratère du volcan Mahawu, sur l'île de Célèbes ;
- au Pérou ;
- en Bolivie ;
- en Argentine (Copahue) ;
- en Alaska (États-Unis) : île Umnak ;
- aux Açores ;
- au Kenya, dans le lac Bogoria ;
- au Japon.
- en Thaïlande, à San Kamphaeng et dans le parc national de Doi Pha Hom Pok;
- à Lanzarote dans le parc national de Timanfaya.

Il existe des geysers dans le Nevada, aux États-Unis. Ils sont aujourd'hui éteints, à cause de l'industrie thermale, mais il en subsiste toujours un dans l'État voisin de l'Utah, le Fly Geyser.

## Quelques exemples de geysers dans le monde
Yellowstone est de loin la zone la plus active au monde avec près de 400 geysers recensés. Le parc possède en outre les deux spécimens les plus imposants dont le célèbre Old Faithful.
Le site Dallol (Éthiopie), est célèbre pour ses concrétions de soufre et de sel fondu, et ses petits geysers gazeux.
Aux Açores, à São Miguel ou à Terceira, il s'agit surtout d'eaux très chaudes mélangées à de l'oxyde de fer dissous.
Au Kenya, c'est au lac Bogoria, situé dans le même axe volcanique que le fameux lac Turkana, que l'on peut trouver des dizaines de sources chaudes bouillonnantes et des geysers, gazeux et en cônes.
À Sainte-Lucie, on trouve en particulier des fumerolles et des mares de boue. De petits geysers sont aussi présents mais ne dépassent pas les 50 centimètres.

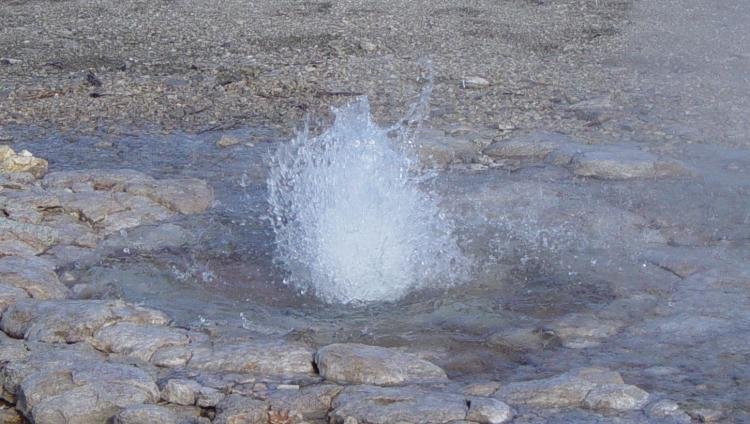
Le Vixen Geyser à Yellowstone
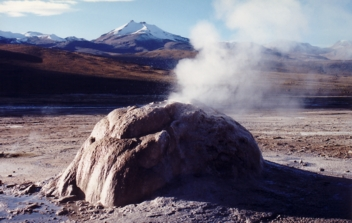
Geyser du Tatio au Chili
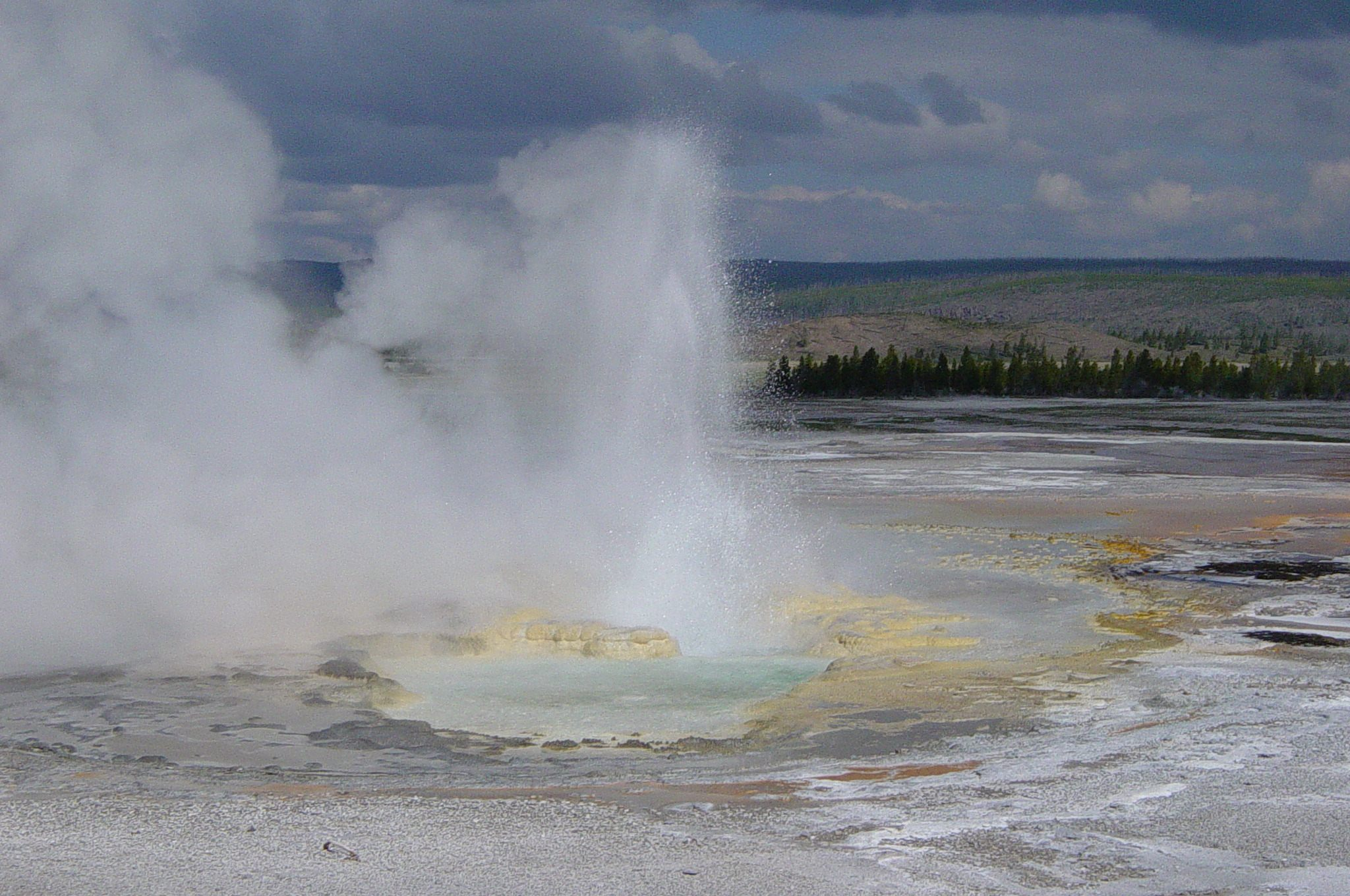
Le geyser de la Clepsydre à Yellowstone

## Faux geysers

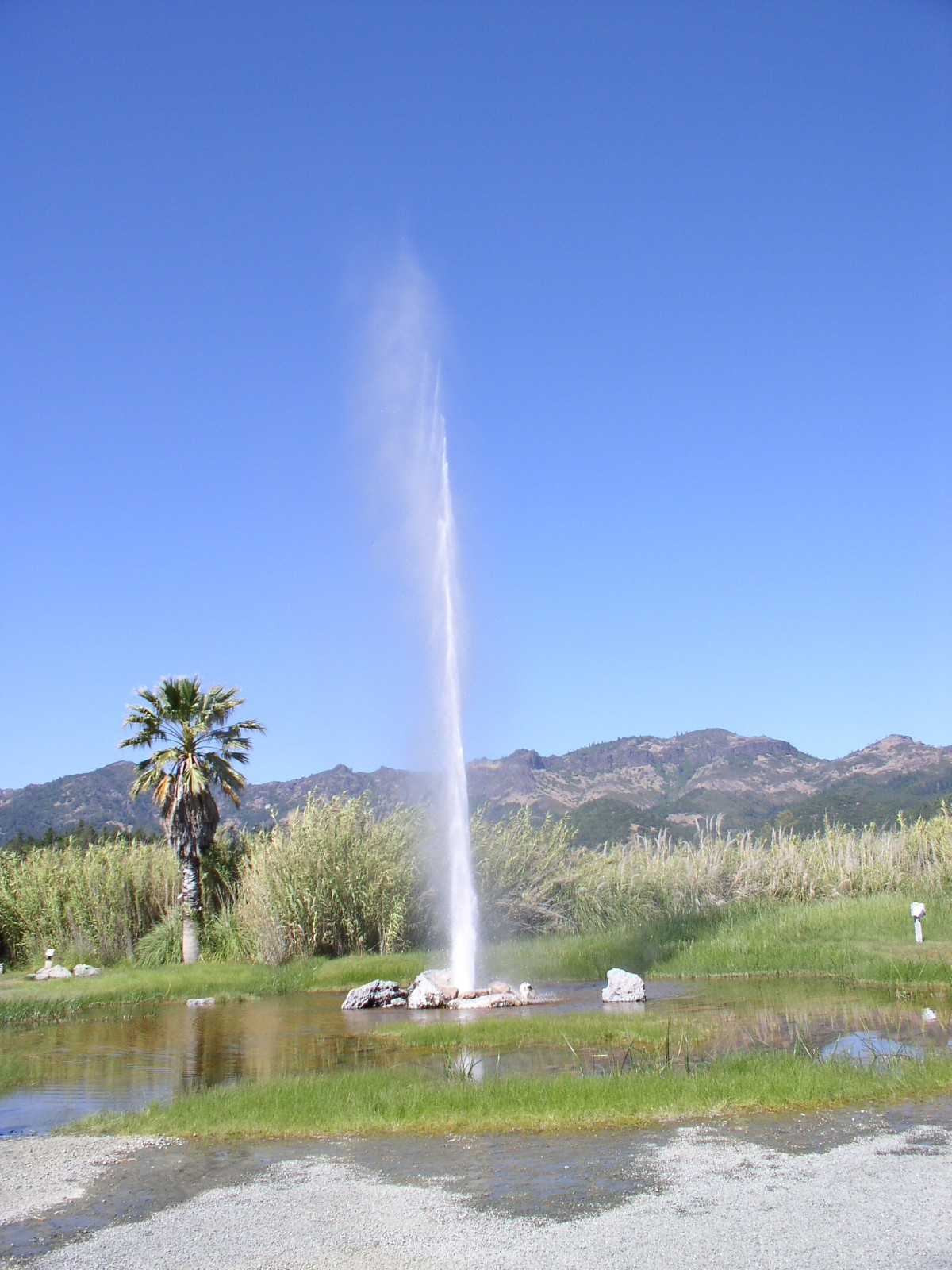
Puits géothermique jaillissant du Old Faithful of California à Calistoga en Californie

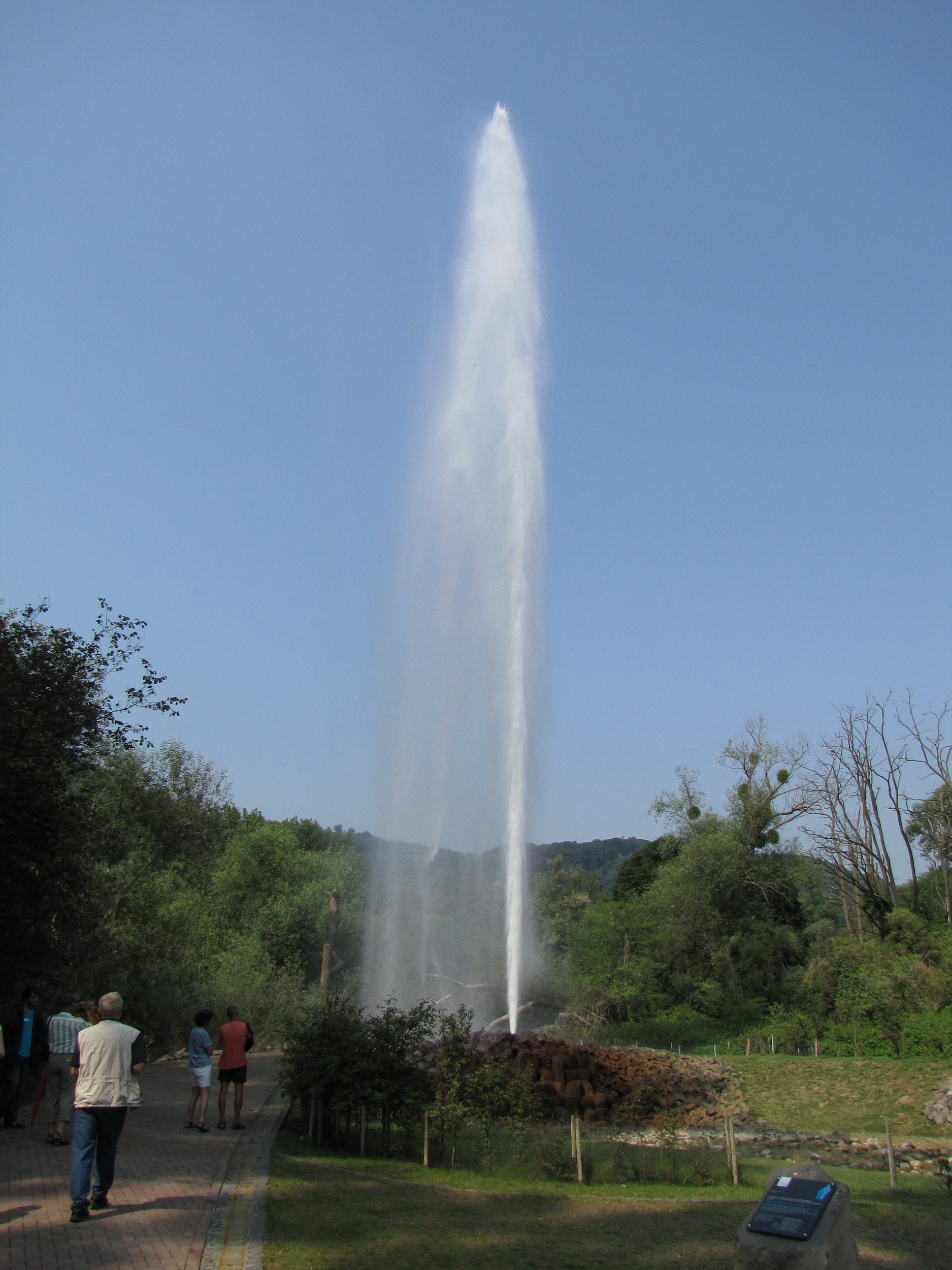
Le geyser d'Andernach (vallée du Rhin) est le plus haut geyser d'eau froide au monde.

### Geysers artificiels
Dans des sites où existe une activité géothermique, l'homme a parfois foré le sol, bâti des conduits étanches qui permettent à des sources chaudes de jaillir comme des geysers. Ces geysers artificiels sont appelés « puits géothermiques jaillissants ». Le résultat peut être assez spectaculaire comme pour le Old Faithful of California à Calistoga en Californie (à ne pas confondre avec le Old Faithful du Parc de Yellowstone, véritable geyser celui-là). Sur le même principe est construit le Strókur (avec un seul k, contrairement au Strokkur), à Reykjavik.
On appelle aussi jaillissement perpétuel (en anglais perpetual spouter), une source chaude ou un puits géothermique dont l'eau jaillit en permanence. Appelé également geysers, ils n'en font pas vraiment partie car leur rythme est trop régulier.
Un autre cas surprenant de geysers partiellement dus à la nature est celui du jaillissement du Fly Geyser en plein milieu du désert de Black Rock (Nevada, États-Unis). Ce geyser, encore actif aujourd'hui, apparu 50 ans après le forage d'un puits en 1916 par les propriétaires d'un ranch, est dû à une source géothermique ayant rencontré un point faible dans la maçonnerie : les minéraux éjectés et dissous se sont empilés et ont créé le promontoire, terminé par trois cônes, d'où sort ce geyser rouge et orange ainsi juché sur une plate-forme de calcaire qui continue à grandir.

### Geysers d'eau froide
Il arrive également que des sources d'eau froide jaillissent à la manière d'un geyser par la pression du dioxyde de carbone dissous dans l'eau. Il ne s'agit pas  de geysers, bien qu'on les appelle souvent « geysers d'eau froide »[réf. nécessaire]. Les plus connus sont le Crystal Geyser (en) dans l'Utah (États-Unis) et le geyser d'Andernach en Allemagne.   En France, on trouve des geysers d'eau froide, de petite taille (jets de quelques dizaines de centimètres à quelques mètres de haut), notamment à Bellerive-sur-Allier, près de Vichy, à Vals-les-Bains, en Ardèche, ou encore en Auvergne (la Gargouillère à Lignat, commune de Saint-Georges-sur-Allier,  à Mirefleurs, geyser Brissac).  Bien que les projections puissent atteindre quelques mètres, le terme de « source intermittente » semble plus approprié pour ces derniers cas.

### Puits artésien
Il peut aussi s'agir d'un puits artésien, mais dans ce cas la pression provient de la configuration géologique de la nappe d'eau, la sortie de l'eau étant un point bas de la nappe aquifère.

### Geyser maritime
Le geyser maritime est un trou souffleur littoral où des jets d'eau de mer sont propulsés. Il s'agit donc d'un faux geyser. Le trou souffleur littoral communique avec une grotte marine ou une galerie sous-marine, où la force des vagues comprime une certaine quantité d'air qui, au ressac, subit une ré-expansion rapide permettant d'expulser l'eau hors de la cavité. Ce phénomène peut être observé fréquemment sur des sites de grottes marines, entre autres avec le spectaculaire geyser maritime de Kiama, en Nouvelle-Galles du Sud, Australie.

### Éruptions extraterrestres
La Terre n'est pas la seule planète à posséder des phénomènes qui ressemblent à des geysers. Trois satellites du système solaire, Triton, Encelade, et Io, en possèdent.

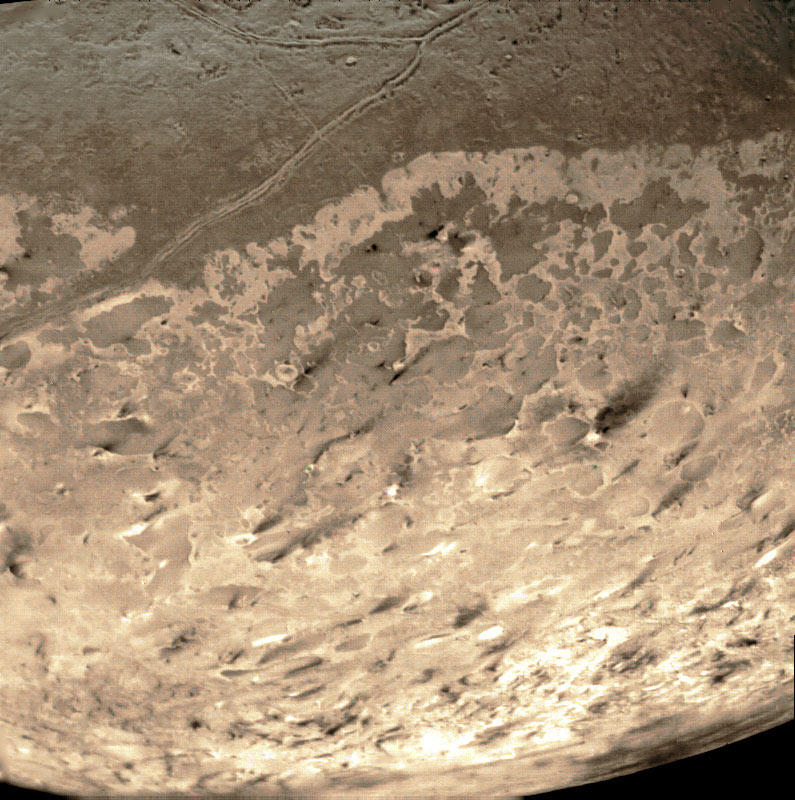
Jets de liquide sur Triton.
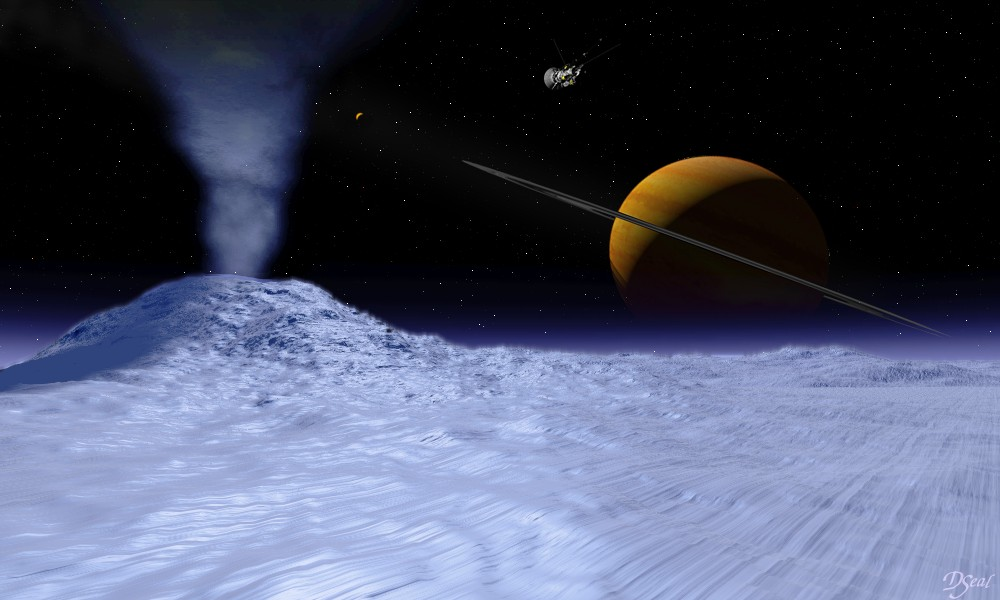
Jets de liquide sur Encelade (vue d'artiste).
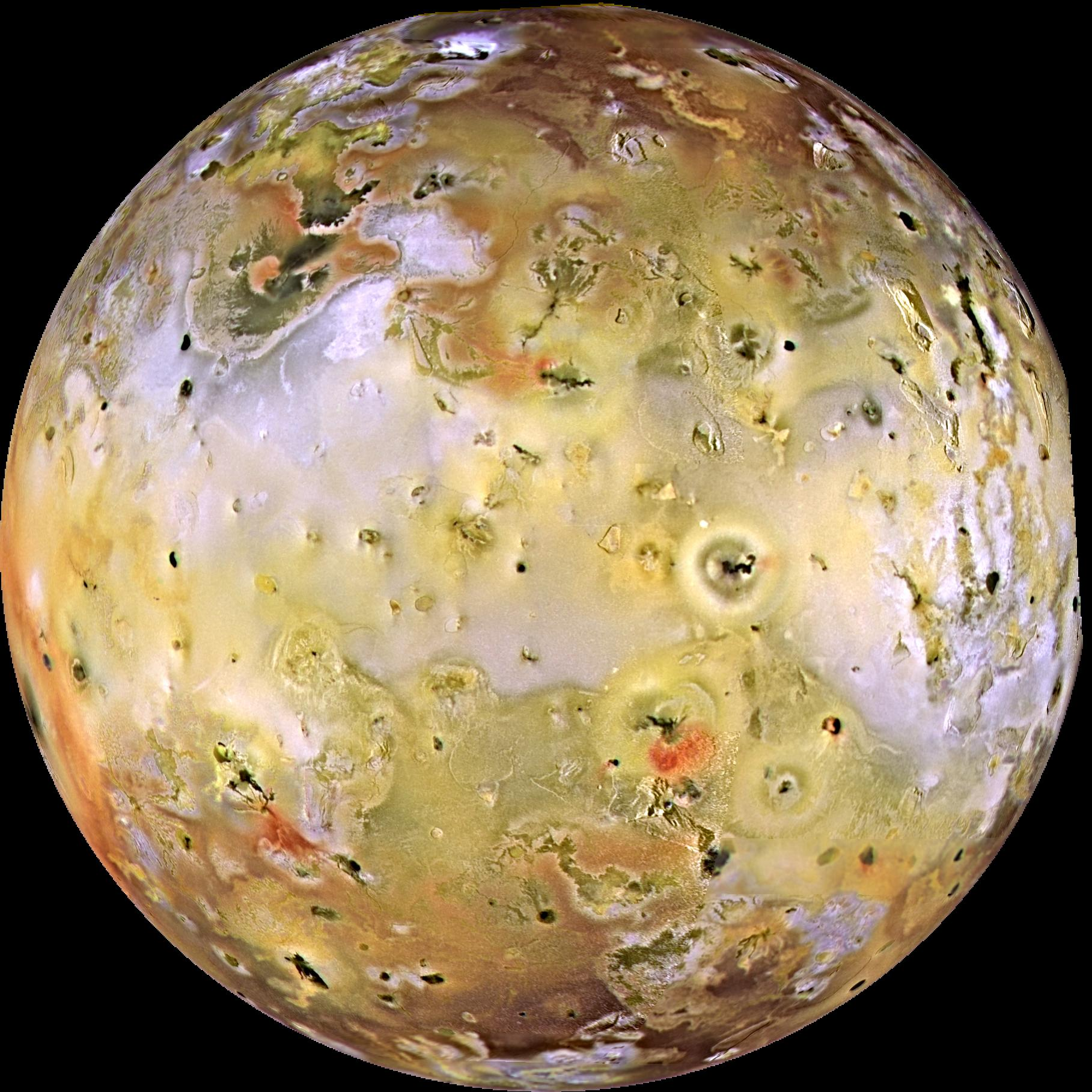
Haut volcanisme d’Io, où l'on peut apercevoir des volcans et des jets de liquide.

- Sur Triton, une lune de Neptune, des panaches d'azote liquide ont été observés. On ne connaît pas l'origine de ces jets de liquide mais l'action du Soleil y est sans doute prédominante. Sous la surface glacée (et relativement transparente) du satellite, la glace d'azote fondrait aux niveaux où la lumière serait le plus absorbée, puis la pression montant, le fluide s'échapperait par des fissures. Dès la sortie, dans le vide presque parfait, le liquide se transforme en un aérosol de gaz et de cristaux. Ces panaches de jets d'azote montent jusqu'à 8 000 mètres dans l'atmosphère (ténue) de Triton avant de retomber sous forme de neige azotée. Ce phénomène est appelé cryovolcanisme.
- Sur la surface d'Encelade, satellite de Saturne, la sonde Cassini a détecté de petits jets lâchant des panaches d'eau glacée. En 2023, des photographies du télescope spatial James Webb montrent un jet de vapeur d'eau de presque 10 000 km de hauteur (40 fois le rayon de cette lune), émis avec un débit de 300 l/s[8],[9].

## Vie bactérienne

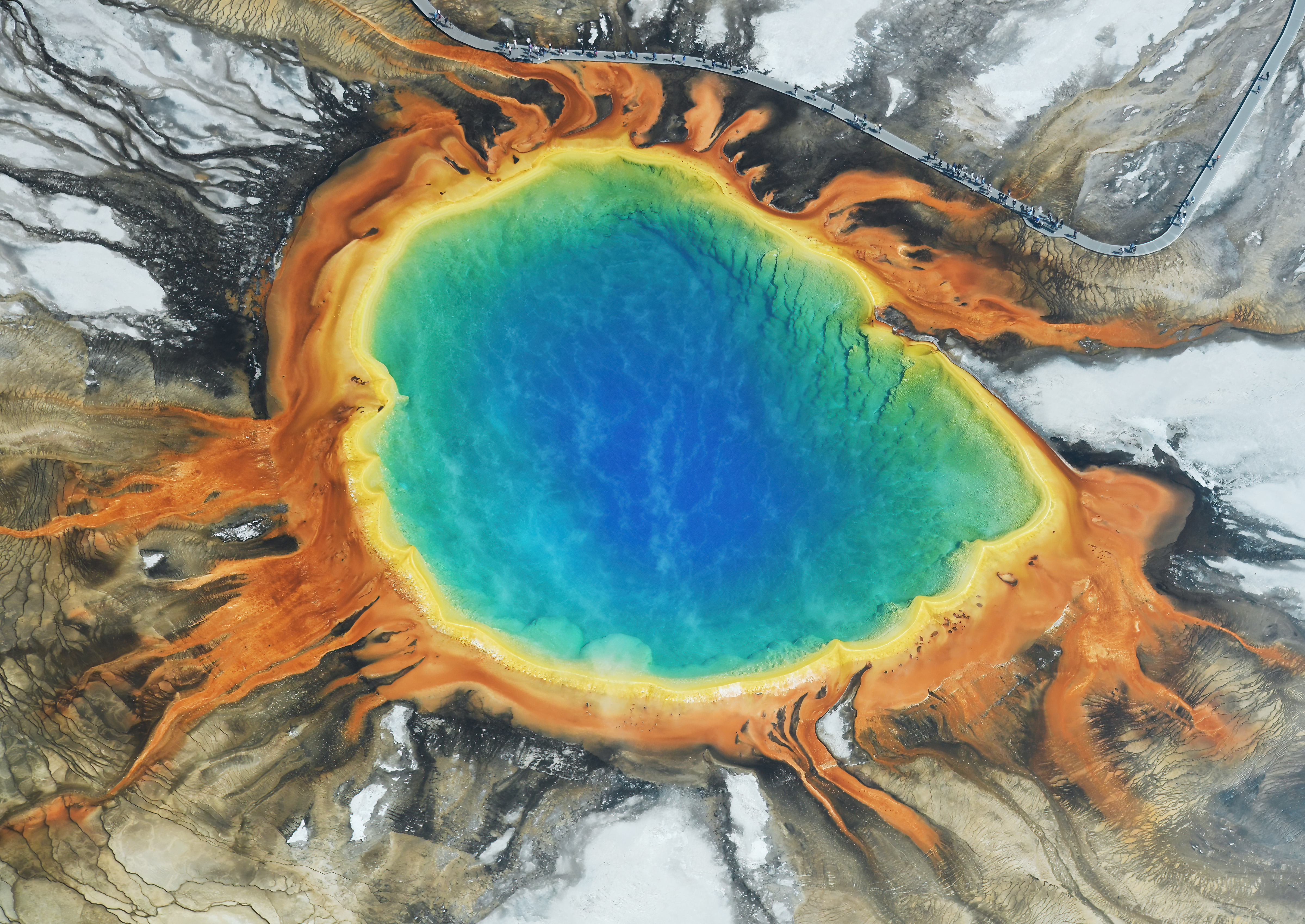
Grand Prismatic Spring

Les sources chaudes et les geysers peuvent abriter des archées thermophiles résistant à l'eau très chaude et au manque d'oxygène. Les couleurs rouges, jaunes, bleues et vertes des bassins thermaux, les filaments blancs ou les sortes de « feuilles » brunes et gluantes entourant la mare d'eau chaude d'un geyser ou d'une mofette sont en fait des organismes thermophiles (ou des types distincts de cyanobactéries), vivant dans l'eau soufrée et surchauffée des bassins thermaux.
C'est seulement dans les années 1960 que les scientifiques purent démontrer l'existence de ces archéobactéries vivant dans l'eau des sources chaudes, et en particulier l'espèce Thermus aquaticus, décrite par Thomas Brock en 1969, notamment grâce aux études menées au Yellowstone, et en particulier dans le bassin du Grand Prismatic Spring. Cette découverte a conforté la théorie selon laquelle les cyanobactéries sont à l'origine de l'apparition du dioxygène dans l'atmosphère terrestre (Grande Oxydation) : au  Protérozoïque l'eau de mer était à environ 80 °C, c'est-à-dire à la même température que les sources chaudes d'aujourd'hui, et les archéobactéries pouvaient abonder dans les océans.